# Lycée Saint-Caprais
Le lycée Saint-Caprais est un lycée privé sous contrat d’association avec l’État d’enseignement général et technologique.
Il dépend de l’Académie de Bordeaux. Il est situé proche de la gare de la ville d’Agen dans le département de Lot-et-Garonne, en région Nouvelle-Aquitaine.
De par les personnes qui l'ont fréquenté et ses bâtiments, le lycée est fortement lié à l'histoire de la ville et au patrimoine architectural qui caractérise la cathédrale Saint-Caprais.

## Histoire

### Origine
La fondation de l'école catholique Saint-Caprais fut décidée par monseigneur de Levezou de Vesins et ensuite confiée à l'abbé Emmanuel de Vivie de Régie, curé de Nérac, juste après la mise en application de la loi Falloux. L'établissement est construit sur un terrain jouxtant la collégiale Saint-Caprais, devenue quelques années plus tôt la cathédrale Saint-Caprais,. Le 4 novembre 1850, la jeune école secondaire Saint-Caprais ouvrait ses portes pour la première fois. Le clergé diocésain a œuvré au collège Saint-Caprais scolarisant les garçons des classes primaires au bac mais en 1929, l'établissement est confié aux religieux assomptionnistes avant de revenir sous tutelle diocésaine quelques années plus tard.
En 1930, afin de permettre aux jeunes de disposer d'installations sportives diverses, des terrains de sport sont aménagés. Le collège Saint-Caprais est réaménagé. La bénédiction des nouveaux bâtiments a lieu le 17 mai 1931, présidée par l'évêque du diocèse, monseigneur Sagot du Vauroux. La cérémonie est suivie d'un banquet et de festivités dans la cour. Plus tard, en 1996, un gymnase est construit.

### Le lycée Saint-Caprais et ses changements
L’établissement jusqu'alors exclusivement constitué de garçons devient mixte en 1970. Le lycée accueillit les garçons et les filles du premier cycle au primaire. Les jeunes filles pouvaient être externes ou demi-pensionnaires à Saint-Caprais et être hébergées à Sainte-Foy, un établissement voisin, tandis que les garçons pouvaient être élèves à Saint-Caprais et y être également hébergés.
C’est également à cette période que le lycée devient complètement polyvalent en accueillant la série G qui se transforma en série STTACA (série technologique, action, communication, administration), STTACG (série technologique, action, comptabilité, gestion) et STTACC (série technologique, action communication commerciale).
En 1993, le directeur de l’établissement décida d’ouvrir une formation post-baccalauréat. L’établissement ouvrit ses portes à la rentrée 1993 avec à son compteur 16 élèves.
Dès 1986, le lycée fait peau neuve en rénovant toutes les façades et les huisseries. L’établissement a également aménagé et équipé l’étude des pensionnaires des classes de première et de terminale. Le préau fut transformé en une vaste salle polyvalente 120 places (en 1988). Cette salle fut prolongée par le CDI et une bibliothèque à disposition des élèves. La plus grande transformation fut effectuée sur l’immeuble jouxtant la rue Raspail et la rue Saint-Fiary. Il fut détruit et remplacé par un ensemble sur trois niveaux. Au rez-de-chaussée furent installés les sanitaires, une salle aménagée en chapelle et un préau, au premier étage, les  classes pour les séries G ainsi que l’appartement de fonction du directeur et enfin, deux classes furent aménagées au dernier étage.

### La salle capitulaire

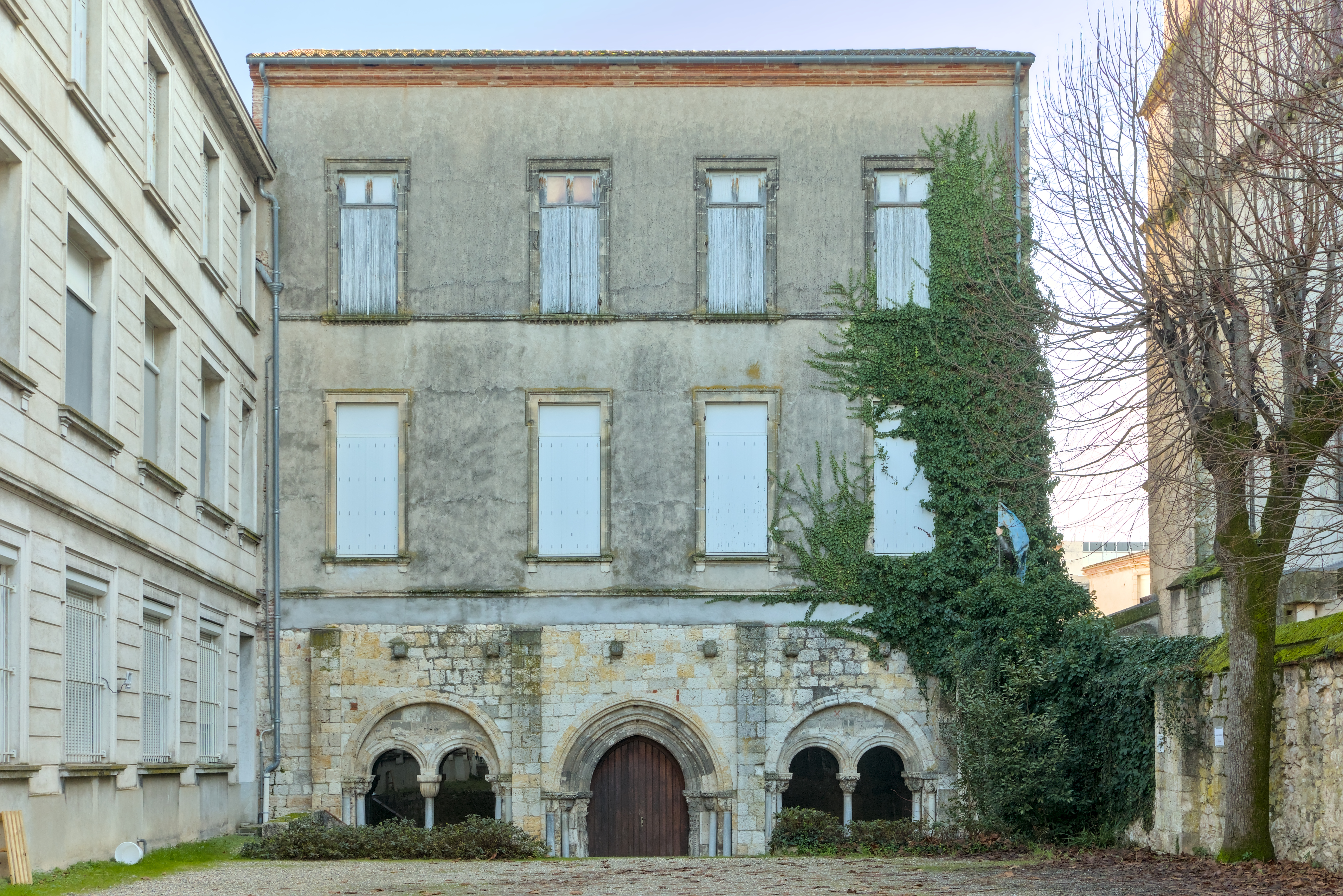
Le bâtiment abritant la salle capitulaire du lycée Saint-Caprais

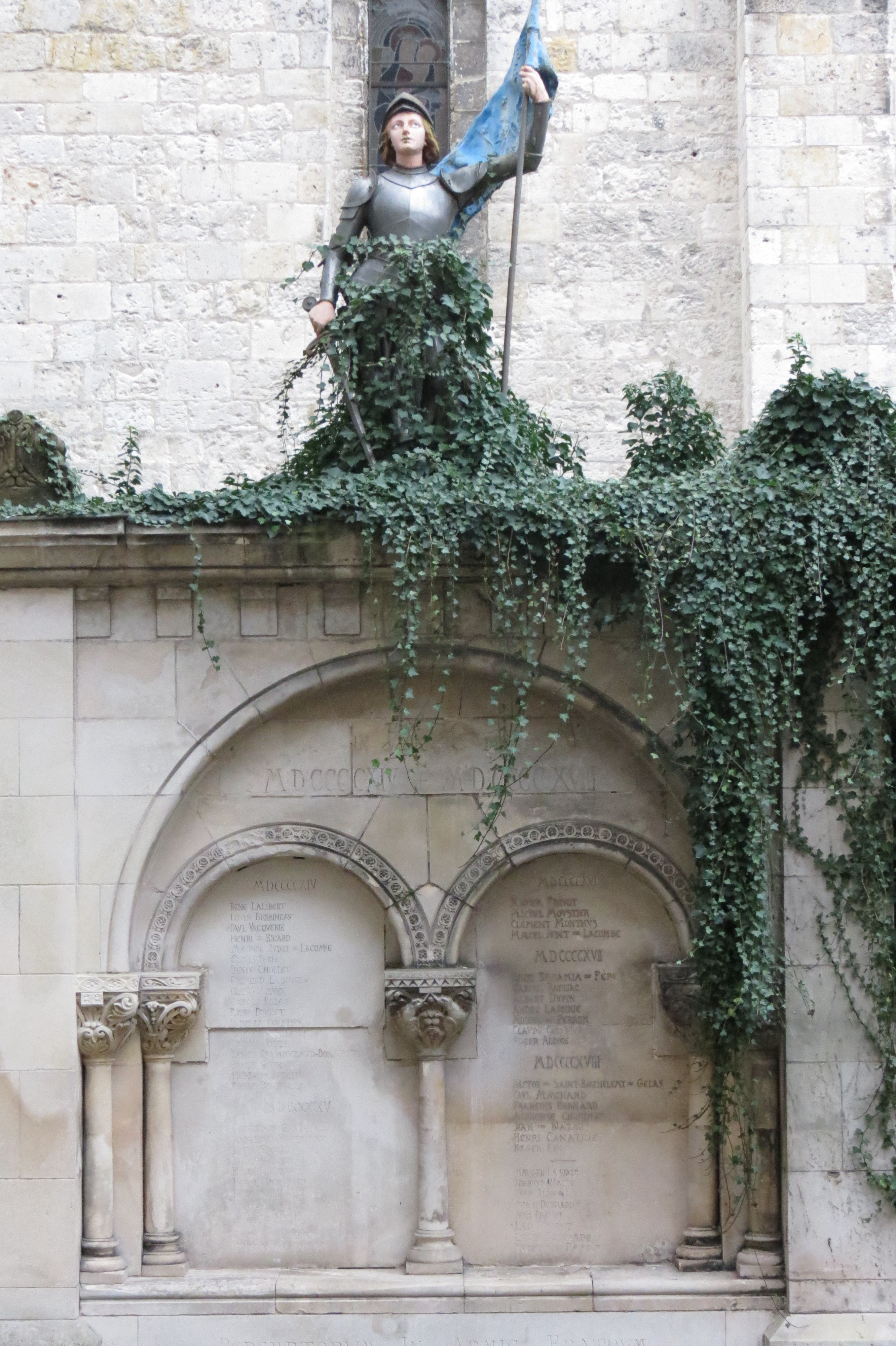
Monument aux morts du lycée Saint-Caprais

Au XIIe siècle, une église est bâtie à partir des vestiges du cloître de la collégiale déjà existante et devient l'église Saint-Caprais. Elle fut construite pour perpétuer la mémoire de saint Caprais (Caprais d'Agen), le premier martyr de la ville. Elle a été découverte à la suite de la création de l'école Saint-Caprais en 1850. Celle-ci prend le titre de cathédrale en 1803. Attenante à l'église, la salle capitulaire du couvent est un joyau de l'art roman de style toulousain. À l'intérieur, des chapiteaux historiés racontent la naissance de Jésus et l'adoration des mages. Elle est divisée en 6 travées par des colonnes montées sur un stylobate, adossées au mur et deux colonnes de marbres au milieu. Elle fut classée monument historique en 1906. De nos jours, la salle capitulaire est la chapelle du lycée.
À côté de la salle capitulaire se trouve le monument aux morts du lycée sur lequel sont inscrits tous les noms des élèves morts au combat. Ce mémorial fut créé grâce à une collecte auprès des anciens élèves et a été inauguré le 26 octobre 1921 par la grande famille capraisienne,.

## L'établissement contemporain
Le lycée dispose de différentes séries, en voie générale et technologique :
- ES - Baccalauréat économique et social
- L - Baccalauréat littéraire
- S -  Baccalauréat scientifique
- STMG - Baccalauréat sciences et technologies du management et de la gestion

### Enseignements d’exploration
- Informatique et création numérique (ICN)
- Sciences économiques et sociales (SES)
- Principes fondamentaux de l’économie et de la gestion (PFEG)
- Méthodes et pratiques scientifiques (MPS)
- Langues vivantes 3 (italien ou latin)
- Littérature et Société (Litso)

Cinq langues sont proposées : Anglais, Espagnol, Allemand, Italien (par correspondance), Latin

### Options pour toutes séries confondues
- Section européenne Allemand
- English Studies : un enseignement de trois heures par semaine privilégiant l'expression orale de courte ou de longue durée.
- Préparation au First et à l’Advanced de Cambridge
- Théâtre

### Projets
Le lycée Saint-Caprais organise depuis plusieurs années des projets à l'international.
Le projet Erasmus+ Présent pour le futur (2016-2018) est financé par l'Union Européenne et implique cinq partenaires européens : Agen (France), Lemgo (Allemagne), Czestochowa (Pologne), Izmit (Turquie) et Râmnicu Vâlcea (Roumanie). Le but est de mener à bien un projet concret en lien avec le développement durable. Un site naturel à Montesquieu dans le Tarn-et-Garonne sera aménagé dans le but de le valoriser en ajoutant par exemple des sentiers, des balisages ou encore des panneaux de manière totalement écologique. Les élèves engagés dans le projet feront partie d'une équipe chargée d'organiser les voyages, d'entretenir les liens avec les partenaires, de préparer leur venue à Agen, d'aménager le site...Ils participeront aux voyages dans les autres pays du projet,.
L'établissement organise aussi des échanges à l'étranger. En 2018, ont eu lieu deux échanges scolaires. Le premier s'est déroulé en Espagne dans la ville de Saint-Sébastien. Le second s'est déroulé en Allemagne dans la ville d'Ergolding. Ils ont pour but d'enrichir les connaissances personnelles des élèves sur les pays concernés et de promouvoir une culture propre à chaque pays.
Le lycée Saint-Caprais souhaite promouvoir le rugby à XV féminin et a pour cela crée le dispositif de rugby féminin, un enseignement de 4 h par semaine qui sera dédié à un accompagnement sportif personnalisé. L'équipe Les prun'elles est en partenariat avec le SUA[Quoi ?] mais également avec le 48e régiment de transmission d'Agen. Un autre partenariat en lien avec le rugby fut monté avec le XV du Pacifique et également avec l'association Rugby sans différence.

### Les BTS
Les BTS sont installés sur les hauteurs d’Agen sur le site de l’Ermitage. L’établissement Saint-Caprais propose la formation à deux BTS : 
- NDRC : Négociation et digitalisation de la relation client. Il forme des vendeurs et des managers commerciaux capables de gérer les relations clients dans son ensemble[18].
- CG : Comptabilité et gestion. Il forme des personnes pouvant traduire de manière comptable toutes les opérations commerciales et financières d’une entreprise[19].

### L'internat
L’internat de Saint-Caprais - lieu d’étude et d’hébergement - privilégie la socialisation et l’apprentissage de l’autonomie. Il bénéficie de 120 places au total dont 60 lits pour les filles et 60 pour les garçons. Chaque élève choisissant l’internat bénéficie de deux heures d’étude (une heure avant le dîner et une autre après). L’internat est également un lieu de détente proposant des activités sportives comme musculation, training, footing ou encore des activités ludiques comme la danse, la musique ou le théâtre.

### Les classements
En 2016, le lycée Saint-Caprais obtint au baccalauréat des résultats tout à fait honorables et largement supérieurs à la moyenne nationale :
- Séries générales :

Série L : 100 %
Série ES : 100 %
Série S : 95 %.
Soit une moyenne de 98,41 % pour les séries générales.
- Série technologique : STMG : 94 %

Résultats par série de 2015 à 2018:
| année classe | 2015    | 2016    | 2017    | 2018    |
| L            | 100,00% | 100,00% | 100,00% | 100,00% |
| S            | 95,00%  | 95,40%  | 90,00%  | 100,00% |
| ES           | 95,65%  | 100,00% | 57,10%  | 90,00%  |
| STMG         | 90,00%  | 94,12%  | 94,40%  | 88,90%  |

## Personnalités
- Joseph Chaumié : homme politique français (1849-1919)[23].
- René Souèges : botaniste français (1876-1967), il devient président de la Société botanique de France en 1938[24].
- Marc de Ranse : compositeur et maître de chapelle (1881-1951). Il mit en musique La Capraisienne, l'hymne du collège Saint-Caprais[25]
- Jean Torthe : peintre et dessinateur français (1890-1981), professeur de peinture à Saint-Caprais (1re année d'affectation 1925)[26]
- Monseigneur Jean-Marie Maury : prélat catholique français (1907-1994), devient archevêque de Reims en 1968[27].
- Eugène Reilhac (1920-1943), résistant français, Compagnon de la Libération.
- Jean Bru, médecin et industriel français (1925-1989)[28].
- Michel Serres : philosophe et académicien français (1930-)[29],[30].
- Bellino Ghirard : prélat catholique français (1935-2013), professeur d'italien à Saint-Caprais (1re année d'affectation 1969), évêque de Rodez en 1990.
- Jean-Pierre Poussou : universitaire français (1938-)[31]
- Luc Lafforgue : joueur de rugby français (1974-), professeur d'EPS à Saint-Caprais (1re année d'affectation 2016)[32],[33].
- Candice Pascal, danseuse, comédienne et mannequin (1984- )